# Robert Crippen
Robert Laurel „Bob“ Crippen (* 11. September 1937 in Beaumont, Texas, USA) ist ein ehemaliger Astronaut der US-amerikanischen Luftwaffe und der Raumfahrtbehörde NASA.

## Lebenslauf
Crippen ist in Porter (Texas) aufgewachsen. Er absolvierte die New Caney High School in New Caney (Texas) und erhielt 1960 einen Bachelor in Luft- und Raumfahrttechnik von der University of Texas.
In Florida und Texas wurde Crippen zum Marinepiloten ausgebildet. Von Juni 1962 bis November 1964 wurde er der Flottenstaffel VA-72 als Pilot an Bord des Flugzeugträgers Independence zugeteilt. Danach besuchte er die USAF Aerospace Research Pilot School auf der Edwards Air Force Base in Kalifornien und blieb dort bis zu seiner Auswahl ins USAF Manned Orbiting Laboratory (MOL) Program im Juni 1966. Crippen war in der zweiten Gruppe der Piloten, die dem MOL-Programm zugeteilt wurden. Als die Air Force ihr bemanntes Raumfahrtprogramm aufgab, wurden 7 ihrer 17 Astronauten, darunter Crippen, von der NASA übernommen.

## Astronautentätigkeit
Er war ein Mitglied der Unterstützungsmannschaft (Support Crew) für die Missionen Skylab 2, Skylab 3 und Skylab 4, sowie für das Apollo-Sojus-Test-Projekt (ASTP), das erfolgreich im Juli 1975 vollendet wurde.

### STS-1
Am 12. April 1981 startete Crippen als Pilot der Columbia zur ersten Space-Shuttle-Mission STS-1. Es war der erste Weltraumflug eines wiederverwendbaren Raumfahrzeugs. Kommandant von STS-1 war John Young.
Die NASA bezeichnete STS-1 als den „kühnsten Testflug der Geschichte“ („the boldest test flight in history“).

### STS-7
Zur zweiten Mission der Challenger startete Crippen am 18. Juni 1983 als Kommandant. Es war die erste Mission mit einer fünfköpfigen Besatzung. Während des sechstägigen Flugs wurden die Satelliten ANIK C-2 und PALAPA B-1 ausgesetzt. Außerdem wurde zum ersten Mal mit dem Roboterarm (RMS) die Forschungsplattform SPAS-01 ausgesetzt und wieder eingefangen.
STS-7 war der erste Flug einer amerikanischen Frau (Sally Ride) ins Weltall.

### STS-41-C
Während der siebentägigen Mission im April 1984 arbeitete Crippen erneut als Kommandant auf der Challenger. Ein Höhepunkt der Mission war die Reparatur des Satelliten Solar Maximum Mission (SMM) direkt im Orbit. Außerdem wurde die Long Duration Exposure Facility (LDEF) mit 57 Experimenten ausgesetzt und in einer späteren Mission wieder eingefangen und zurück zur Erde gebracht.

### STS-41-G
Als Kommandant der Challenger startete Crippen am 5. Oktober 1984 zum ersten Mal mit einer siebenköpfigen Besatzung. Es war der erste Flug mit zwei weiblichen Besatzungsmitgliedern (Sally Ride und Kathryn Sullivan).

### STS-62-A
Crippen war als Kommandant für den ersten Start eines Space Shuttle vom Startkomplex SLC-6 auf der Vandenberg Air Force Base vorgesehen. Nach der Challenger-Katastrophe wurde diese Mission jedoch nicht durchgeführt.

### Weitere Aktivitäten bei der NASA
Nach seiner aktiven Astronautentätigkeit wurde Crippen 1986 der stellvertretende Direktor des Bereichs Shuttle Operations im Kennedy Space Center (KSC) und war dort für die Shuttle-Vorbereitung und Missionsausführung, sowie für die Rückkehr der Orbiter von der Edwards Air Force Base zum KSC zuständig. Im Januar 1990 wurde Crippen Direktor des NASA-Hauptquartiers in Washington, D.C. Ab Januar 1992 war er für 3 Jahre der Direktor des Kennedy Space Centers (KSC) in Florida und war dort für 22 Flüge des Space Shuttle verantwortlich.

## Nach der NASA
Ab April 1995 war Crippen Vizepräsident von Lockheed Martin Information System und wechselte im Dezember 1996 als Präsident zu Morton Thiokol, heute als ATKs Launch Systems Group Teil des Rüstungs- und Luftfahrtunternehmens Alliant Techsystems.

## Besonderheiten und Rekorde
- erster Space-Shuttle-Flug (STS-1)
- erster Mensch, der mit einem Feststoffraketenantrieb ins All gelangte (STS-1)
- erste Landung eines Raumfahrzeugs im Gleitflug (STS-1)
- erste Raumfahrtmission mit fünf Besatzungsmitgliedern (STS-7)
- erste Raumfahrtmission mit sieben Besatzungsmitgliedern (STS-41-G)
- erster Mensch, der viermal mit einem Space-Shuttle flog

## Ehrungen
2006 wurde Crippen die Congressional Space Medal of Honor aus Anlass des 25-jährigen Jubiläums des ersten Space-Shuttle-Flugs STS-1 verliehen. John Young, der Kommandant von STS-1, hatte für diese Mission die gleiche Auszeichnung bereits 1981 bekommen.